# Чжан Янъян
Чжан Янъян (кит. трад. 張楊楊, упр. 张杨杨, пиньинь Zhāng Yángyáng; род. 20 февраля 1989, Сыпин, Гирин) — китайская гребчиха, выступавшая за сборную Китая по академической гребле в период 2007—2013 годов. Чемпионка летних Олимпийских игр в Пекине, участница многих регат национального и международного значения.

## Биография
Чжан Янъян родилась 20 февраля 1989 года в городском округе Сыпин провинции Гирин, КНР. 
Заниматься академической греблей начала в 2004 году, проходила подготовку в гребной команде провинции Ляонин.
Впервые заявила о себе в гребле на международной арене в сезоне 2007 года, когда в парных двойках выиграла золотую медаль на юниорском мировом первенстве в Пекине. Попав в основной состав китайской национальной сборной, дебютировала в Кубке мира и выступила на мировом первенстве в Мюнхене, где в зачёте распашных безрульных четвёрок финишировала пятой.
Благодаря череде удачных выступлений удостоилась права защищать честь страны на домашних летних Олимпийских играх 2008 года в Пекине. В составе четырёхместного парного экипажа, куда также вошли гребчихи Цзинь Цзывэй, Си Айхуа и Тан Бинь, обошла всех своих соперниц в решающем финальном заезде и тем самым завоевала золотую олимпийскую медаль.
После пекинской Олимпиады Чжан осталась в составе гребной команды Китая на ещё один олимпийский цикл и продолжила принимать участие в крупнейших международных регатах. Так, в 2010 году в парных двойках она выиграла серебряную медаль на этапе Кубка мира в Бледе.
Находясь в числе лидеров китайской национальной сборной, благополучно прошла отбор на Олимпийские игры 2012 года в Лондоне, однако на сей раз попасть в число призёров не смогла — в программе парных четвёрок в финале пришла к финишу пятой.
В 2013 году в парных двойках Чжан Янъян выиграла серебряную медаль на этапе Кубка мира в Сиднее и на том завершила спортивную карьеру.